# ATP China Challenger International
L'ATP China Challenger International, conosciuto prima come Wuhai Challenger, è stato un torneo professionistico maschile di tennis facente parte dell'ATP Challenger Tour. Sono state giocate due sole edizioni, quella inaugurale del 2011 a Wuhai e la seconda nel 2012 a Wuhan, in Cina.

## Albo d'oro

### Singolare
| Località | Anno         | Campione        | Finalista     | Punteggio |
| -------- | ------------ | --------------- | ------------- | --------- |
| Wuhan    |              |                 |               |           |
| 2012     | Aljaž Bedene | Josselin Ouanna | 6–3, 4–6, 6–3 |           |
| Wuhai    |              |                 |               |           |
| 2011     | Gō Soeda     | Raven Klaasen   | 7–5, 6–4      |           |

### Doppio
| Località | Anno                                  | Campioni                 | Finalisti        | Punteggio |
| -------- | ------------------------------------- | ------------------------ | ---------------- | --------- |
| Wuhan    |                                       |                          |                  |           |
| 2012     | Sanchai Ratiwatana Sonchat Ratiwatana | Adam Feeney Samuel Groth | 6–4, 2–6, [10–8] |           |
| Wuhai    |                                       |                          |                  |           |
| 2011     | Lee Hsin-han Yang Tsung-hua           | Feng He Zhang Ze         | 6–2, 7–6(4)      |           |